# Campo de La Cruz
Campo de La Cruz är en kommun i Colombia.   Den ligger i departementet Atlántico, i den norra delen av landet, 600 km norr om huvudstaden Bogotá. Antalet invånare är 19 107.